# Pirottaea imbricata
Pirottaea imbricata är en svampart som tillhör divisionen sporsäcksvampar, och. Pirottaea imbricata ingår i släktet Pirottaea, och familjen Dermateaceae. Arten är reproducerande i Sverige.